# Leonie Ebert

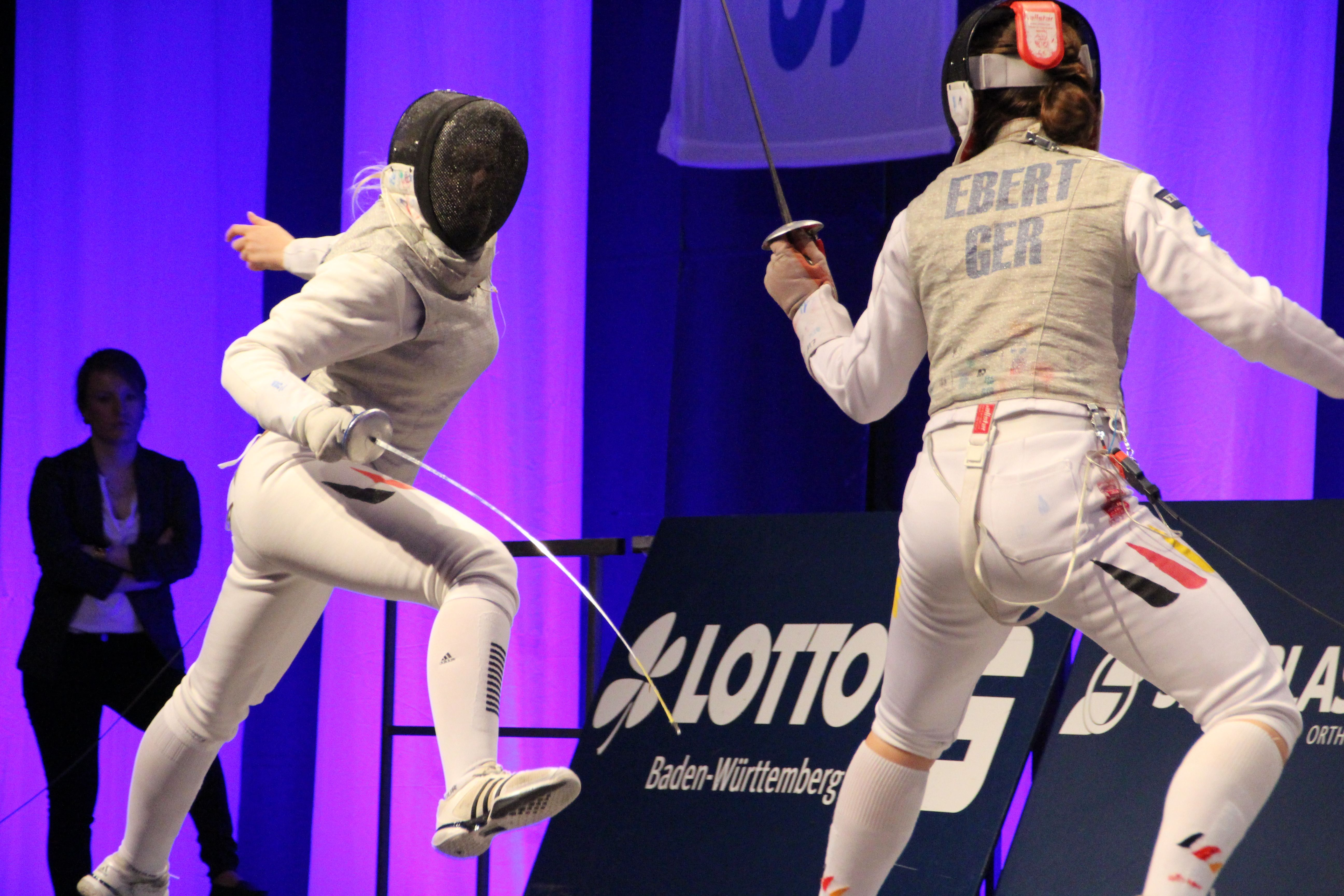
Leonie Ebert (rechts) bei den Deutschen Fechtmeisterschaften 2017

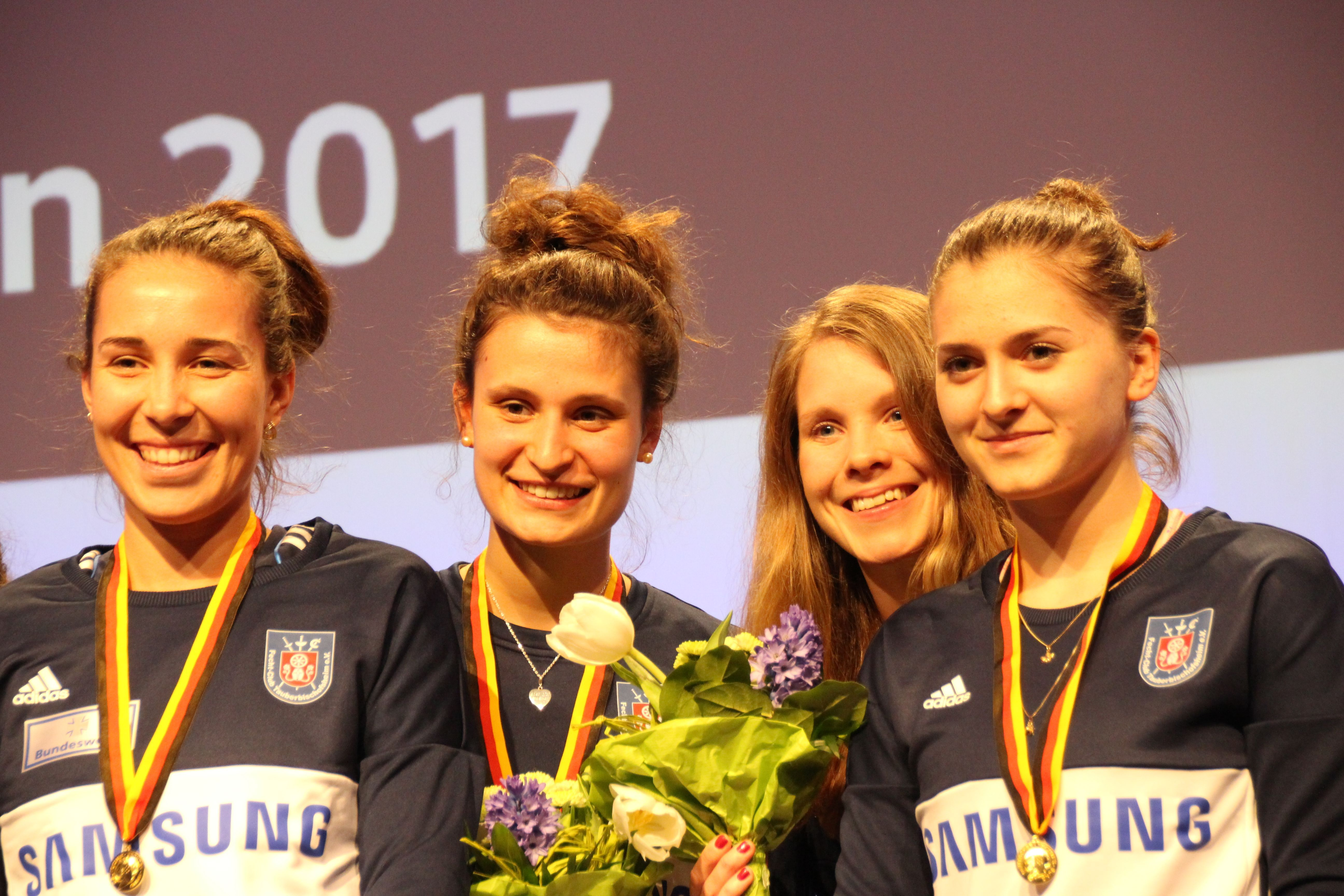
Leonie Ebert (1. von rechts) beim Gewinn der Deutschen Fechtmeisterschaften 2017 im Damenflorett (Mannschaft) mit ihren Teamkameradinnen vom Fecht-Club Tauberbischofsheim

Leonie Ebert (* 4. Oktober 1999) ist als deutsche Florettfechterin amtierende Europameisterin und vierfache deutsche Meisterin.

## Werdegang
Nach dem Beginn ihrer Fechtkarriere bei der Fechtabteilung der TG Würzburg im Jahre 2008 wechselte Ebert 2012 zum Fecht-Club Tauberbischofsheim.
Derzeit ist sie Sportsoldatin im Dienstgrad Hauptgefreiter in der Sportfördergruppe der Bundeswehr in Mainz.
2017 wurde Ebert Deutsche Vizemeisterin im Damenflorett. Im Finale am Tauberbischofsheimer Olympiastützpunkt unterlag sie knapp ihrer Vereinskameradin Anne Sauer. Mit dem Team konnte sich Ebert im selben Jahr die Deutsche Meisterschaft sichern. 2018 erreichte Ebert erneut die Silbermedaille im Einzel und die Goldmedaille mit der Mannschaft.
Nach einem Vereinswechsel zu Future Fencing Werbach gewann Ebert bei den Deutschen Fechtmeisterschaften 2019 jeweils die Goldmedaille im Einzel und mit der Mannschaft.
Bei den Europameisterschaften 2022 in Antalya gelang Ebert mit dem Gewinn der Goldmedaille im Einzel der bis dahin größte Erfolg ihrer Karriere.
2022 wechselte die amtierende Florett-Europameisterin Leonie Ebert nach vier Jahren zurück zum Fecht-Club Tauberbischofsheim. Mit ihr ging auch Carolin Golubytskyi. Ihr bisheriger Verein Future Fencing Werbach ließ in der Folge seinen aktiven Fechtbetrieb bis auf weiteres ruhen.

## Sportliche Erfolge

### Deutsche Meisterschaften
- Deutsche Meisterin im Florett-Einzel: 2019
- Deutsche Meisterin mit der Florett-Mannschaft: 2017, 2018, 2019
- Deutsche Vizemeisterin im Florett-Einzel: 2017, 2018, 2021.

### Europameisterschaften
- Europameisterschaft 2015 in Maribor (SLO), U17 Damenflorett: 1. Platz
- Europameisterschaft 2015 in Maribor (SLO), U20 Damenflorett: 2. Platz
- Europameisterschaft 2015 in Maribor (SLO), U17 Damenflorett Mannschaft: 2. Platz
- Europameisterschaft 2016 in Novi Sad (SRB), U17 Damenflorett: 3. Platz
- Europameisterschaft 2016 in Novi Sad (SRB), U17 Damenflorett Mannschaft: 2. Platz
- Europameisterschaft 2018 in Sotschi  (RUS), U20 Damenflorett: 2. Platz[7]
- Europameisterschaft 2022 in Antalya (TUR), Florett-Einzel: 1. Platz

### Weltmeisterschaften
- Kadetten-WM 2015 in Taschkent (UZB), U17 Damenflorett: 1. Platz
- Junioren-WM 2015 in Taschkent (UZB), U20 Damenflorett: 3. Platz

### Sonstige Erfolge
- Alpe Adria 2017 in Udine (ITA), U20 Damenflorett: 1. Platz
- 31. Pokal der Stadt Bochum 2017 in Bochum (GER), U20 Damenflorett: 1. Platz
- Challenge Mazuranic 2017 in Zagreb (CRO), U20 Damenflorett Mannschaft: 2. Platz
- Weltcup 2017 in Cancun (MEX), Aktive Damenflorett Mannschaft: 3. Platz
- Challenge Mazuranic 2017 in Zagreb (CRO), U20 Damenflorett: 3. Platz
- The Artus Court PKQ BP 2016 in Gdańsk (POL), Aktive Damenflorett Mannschaft: 3. Platz
- 30. Pokal der Stadt Bochum 2016 in Bochum (GER), U20 Damenflorett: 3. Platz